# Scarab
Scarab je egipatski death metal-sastav iz Kaira.

## Povijest sastava
Sastav je osnovan pod imenom Hatesuffocation 2001. godine. Nakon dva dema Destruction iz 2004. te The Project Humanity iz 2005., 2006. godine objavljuju EP ANGH za meksičku izdavačku kuću Atolinga Records. Iste godine mjenjaju ime u Scarab, prema skarabeju, važnom dijelu egipatske kulture. Samostalno objavljuju EP Valley of the Sandwalkers 2007. godine, te pobjeđuju na natjecanju sastava "United We Rock" u konkurenciji 160 sastava s Bliskog Istoka te iz pan-arapskih država. Dvije godine kasnije ponovno samostalno objavljuju studijski album Blinding the Masses te nastupaju na festivalima With Full Force u Njemačkoj zajedno sa sastavima Amon Amarth, Carcass, My Dying Bride i Dimmu Borgir te na Dubai Desert Rock Festivalu u UAE-u kao predgrupa sastavima Motörhead, Opeth, Arch Enemy i Chimaira. Godine 2010. potpisuju za francusku izdavačku kuću Osmose Productions koja ponovo objavljuje njihov album Blinding the Masses. Tekstovi njihovih pjesama najčešće su o egipatskoj mitologiji te duhovnosti i filozofiji.

## Članovi sastava
Trenutačna postava
- Al-Sharif Marzeban - gitara
- Sherif Adel - klavijature
- Mohamed El Sherbieny "Bombest" - bas-gitara
- Hatem El Akkad - bubnjevi
- Tarek Amr - gitara
- Sammy Sayed - vokal

Bivši članovi
- Khaled "Tony" Ashraf - bas-gitara
- Fady Hany - bubnjevi
- Mohamed Khalifa - gitara
- Ramy Sedky - gitara
- Ahmed Essam - vokal

## Diskografija

### Kao Hatesuffocation
EP
- ANKH (2007.)

Demo albumi
- Destruction (2004.)
- The Project Humanity (2005.)

### Kao Scarab
Studijski albumi
- Blinding the Masses (2009.)
- Serpents of the Nile (2015.)

EP-ovi
- Valley of the Sandwalkers (2007.)

## Vanjske poveznice
- Službena stranica